# Konār Takhteh
Konār Takhteh (persiska: کنار تخته) är en ort i Iran.   Den ligger i provinsen Fars, i den centrala delen av landet, 700 km söder om huvudstaden Teheran. Konār Takhteh ligger 508 meter över havet och antalet invånare är 6 690.
Terrängen runt Konār Takhteh är kuperad åt sydost, men åt nordväst är den platt. Runt Konār Takhteh är det ganska glesbefolkat, med 43 invånare per kvadratkilometer. Närmaste större samhälle är Vaḩdattīyeh, 16,0 km väster om Konār Takhteh. Omgivningarna runt Konār Takhteh är i huvudsak ett öppet busklandskap.